# Odenslanda
Odenslanda är en småort som ligger i Vederslövs socken i Växjö kommun i Kronobergs län.